# فیلیپ هاینتز

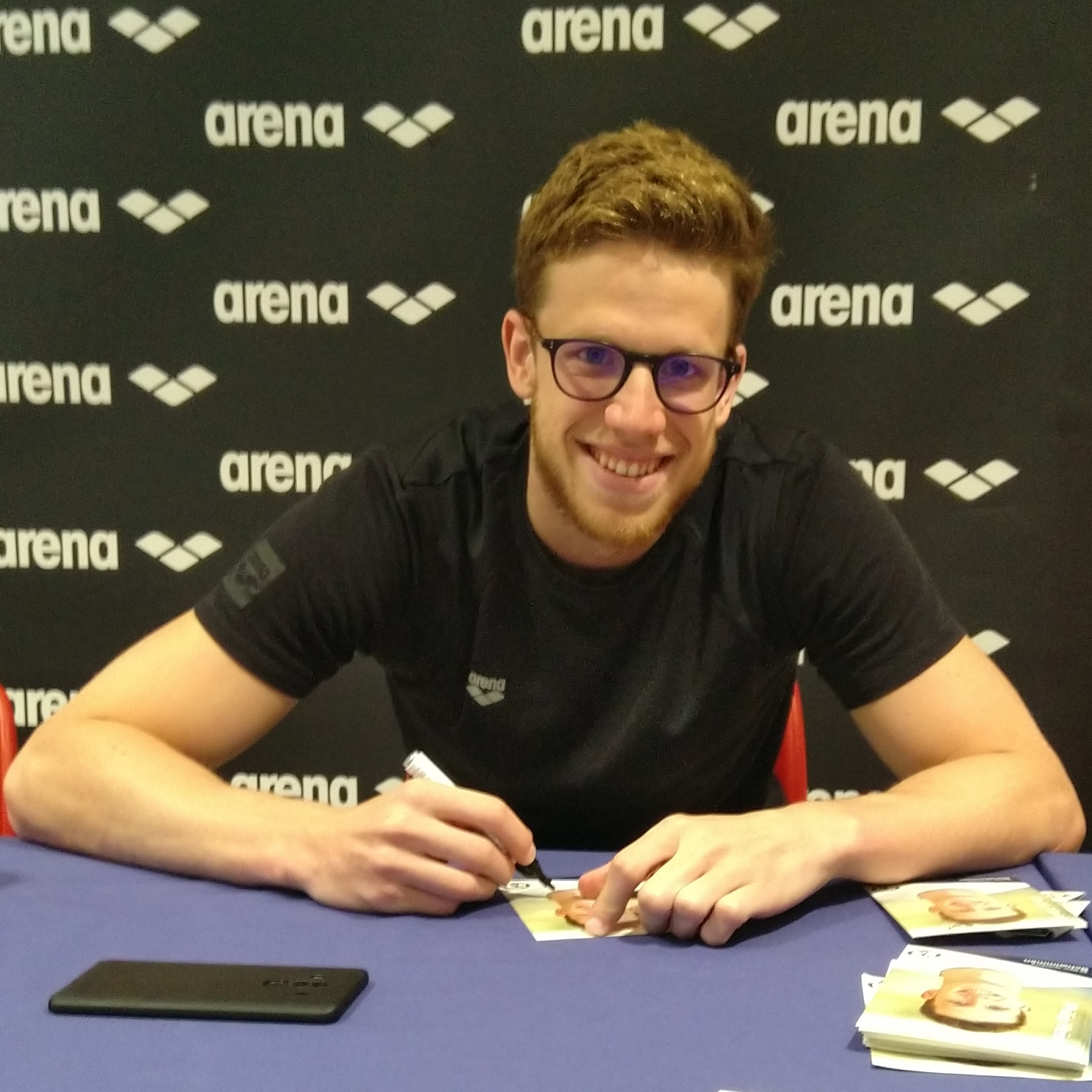
فیلیپ هاینتز شناگر آلمانی‌تبار در سال ۲۰۱۸

فیلیپ هاینتز (به انگلیسی: Philip Heintz) (زادهٔ ۲۱ فوریهٔ ۱۹۹۱) شناگر اهل آلمان است.